# Незліченна множина
Незліченна множина (англ. Uncountable set) — це нескінченна множина, яка містить занадто багато елементів, щоб бути зліченною. Поняття незліченності тісно пов'язане з кардинальним числом множини: множина є незліченною, якщо її кардинальне число більше ніж кардинальне число множини натуральних чисел. 

## Характеристики
Є багато еквівалентних характеристик незліченності множини. Множина X є незліченною тоді і тільки тоді, коли виконуються будь-які з наступних умов:
- Не існує ін'єктивного відображення X у множину натуральних чисел.
- X не порожня, і для кожної ω-послідовності елементів X існує принаймні один елемент X, не включений у послідовність. Тобто, X не порожня множина і немає сюр'єктивного відображення множини натуральних чисел на X.
- Потужність X не є ні скінченною, ні рівною {\displaystyle \aleph _{0}} (алеф-нуль, потужність натуральних чисел).
- Множина X має потужність, строго більшу за {\displaystyle \aleph _{0}}.

Можна довести, що перші три характеристики є еквівалентними у теорії множин Цермело — Френкеля без використання аксіоми вибору. Еквівалентність третього і четвертого без цього неможливо довести.

## Властивості
Якщо незліченна множина X є підмножиною Y, тоді Y також буде незліченною множиною.